# Rue Raoul-Dufy
La rue Raoul-Dufy est une voie du 20e arrondissement de Paris, en France.

## Situation et accès
La rue Raoul-Dufy est une voie située dans le 20e arrondissement de Paris. Elle débute au 15, rue des Partants et se termine place Henri-Matisse.

## Origine du nom
Elle porte le nom du peintre, graveur et dessinateur français Raoul Dufy (1877-1953). 

## Historique
La voie est créée dans le cadre de l'aménagement de la ZAC des Amandiers sous le nom provisoire de « voie CT/20 » et prend sa dénomination actuelle par un arrêté municipal du 12 février 1987.